# 国鉄セ800形貨車
国鉄セ800形貨車（こくてつセ800がたかしゃ）は、かつて、鉄道省等に在籍した10 t 積の石炭車である。

## 概要
1944年（昭和19年）5月1日に西日本鉄道が戦時体制により国有化され、糟屋線（現在の香椎線）にて運用されていたセ1形（西日本鉄道の形式名であり同名の鉄道省セ1形とは異なる。）42両は新形式名セ800形（セ800 - セ841）に改められた。種車となったセ1形は1898年（明治31年）及び1918年（大正7年）に合計45両が製造されたブレーキを装備していない車両である。
車齢が既に約45年であるにもかかわらず戦時中であり多くの輸送量を必要としていた為、積載効率が劣るが運用された。同時期鉄道省が製作しているセム6000形は本形式より150%多く積載可能な15 t 積みである。戦後の1947年（昭和22年）5月に「貨車特別廃車」の対象形式に指定され同年在籍全車が廃車になり同時に形式消滅となった。鉄道省に約3年程の在籍であった。